# Jack López
Jack Henry López (Río Piedras, 16 de dezembro de 1992) é um jogador de beisebol estadunidense, que joga na posição de defensor interno (infielder).

## Carreira
Fujita compôs o elenco da Seleção dos Estados Unidos de Beisebol nos Jogos Olímpicos de Verão de 2020 em Tóquio, onde conquistou a medalha de prata após confronto contra a equipe japonesa na final da competição.